# Liste des titres musicaux numéro un au Royaume-Uni en 2003
Cette page liste les titres classés no 1 des ventes de disques au Royaume-Uni pour l'année 2003 selon The Official Charts Company.
Les classements hebdomadaires prennent en compte les ventes physiques et sont issus des 100 meilleures ventes de singles (UK Singles Chart) et des 100 meilleures ventes d'albums (UK Albums Chart). Ils sont dévoilés le dimanche.

## Classement des singles
| №  | Date         | Artiste                         | Titre                       | Référence |
| -- | ------------ | ------------------------------- | --------------------------- | --------- |
| 1  | 5 janvier    | Girls Aloud                     | Sound of the Underground    |           |
| 2  | 12 janvier   | Girls Aloud                     | Sound of the Underground    |           |
| 3  | 19 janvier   | David Sneddon (en)              | Stop Living the Lie         |           |
| 4  | 26 janvier   | David Sneddon (en)              | Stop Living the Lie         |           |
| 5  | 2 février    | T.A.T.u.                        | All the Things She Said     |           |
| 6  | 9 février    | T.A.T.u.                        | All the Things She Said     |           |
| 7  | 16 février   | T.A.T.u.                        | All the Things She Said     |           |
| 8  | 23 février   | T.A.T.u.                        | All the Things She Said     |           |
| 9  | 2 mars       | Christina Aguilera              | Beautiful                   |           |
| 10 | 9 mars       | Christina Aguilera              | Beautiful                   |           |
| 11 | 16 mars      | Gareth Gates feat. The Kumars   | Spirit in the Sky           |           |
| 12 | 23 mars      | Gareth Gates feat. The Kumars   | Spirit in the Sky           |           |
| 13 | 30 mars      | Room 5 feat. Oliver Cheatham    | Make Luv                    |           |
| 14 | 6 avril      | Room 5 feat. Oliver Cheatham    | Make Luv                    |           |
| 15 | 13 avril     | Room 5 feat. Oliver Cheatham    | Make Luv                    |           |
| 16 | 20 avril     | Room 5 feat. Oliver Cheatham    | Make Luv                    |           |
| 17 | 27 avril     | Busted                          | You Said No                 |           |
| 18 | 4 mai        | Tomcraft                        | Loneliness                  |           |
| 19 | 11 mai       | R. Kelly                        | Ignition (Remix)            |           |
| 20 | 18 mai       | R. Kelly                        | Ignition (Remix)            |           |
| 21 | 25 mai       | R. Kelly                        | Ignition (Remix)            |           |
| 22 | 1er juin     | R. Kelly                        | Ignition (Remix)            |           |
| 23 | 8 juin       | Evanescence                     | Bring Me to Life            |           |
| 24 | 15 juin      | Evanescence                     | Bring Me to Life            |           |
| 25 | 22 juin      | Evanescence                     | Bring Me to Life            |           |
| 26 | 29 juin      | Evanescence                     | Bring Me to Life            |           |
| 27 | 6 juillet    | Beyoncé feat. Jay-Z             | Crazy in Love               |           |
| 28 | 13 juillet   | Beyoncé feat. Jay-Z             | Crazy in Love               |           |
| 29 | 20 juillet   | Beyoncé feat. Jay-Z             | Crazy in Love               |           |
| 30 | 27 juillet   | Daniel Bedingfield              | Never Gonna Leave Your Side |           |
| 31 | 3 août       | Blu Cantrell feat. Sean Paul    | Breathe                     |           |
| 32 | 10 août      | Blu Cantrell feat. Sean Paul    | Breathe                     |           |
| 33 | 17 août      | Blu Cantrell feat. Sean Paul    | Breathe                     |           |
| 34 | 24 août      | Blu Cantrell feat. Sean Paul    | Breathe                     |           |
| 35 | 31 août      | Elton John                      | Are You Ready for Love      |           |
| 36 | 7 septembre  | The Black Eyed Peas             | Where Is the Love?          |           |
| 37 | 14 septembre | The Black Eyed Peas             | Where Is the Love?          |           |
| 38 | 21 septembre | The Black Eyed Peas             | Where Is the Love?          |           |
| 39 | 28 septembre | The Black Eyed Peas             | Where Is the Love?          |           |
| 40 | 5 octobre    | The Black Eyed Peas             | Where Is the Love?          |           |
| 41 | 12 octobre   | The Black Eyed Peas             | Where Is the Love?          |           |
| 42 | 19 octobre   | Sugababes                       | Hole in the Head            |           |
| 43 | 26 octobre   | Fatman Scoop                    | Be Faithful                 |           |
| 44 | 2 novembre   | Fatman Scoop                    | Be Faithful                 |           |
| 45 | 9 novembre   | Kylie Minogue                   | Slow                        |           |
| 46 | 16 novembre  | Busted                          | Crashed the Wedding         |           |
| 47 | 23 novembre  | Westlife                        | Mandy                       |           |
| 48 | 30 novembre  | Will Young                      | Leave Right Now             |           |
| 49 | 7 décembre   | Will Young                      | Leave Right Now             |           |
| 50 | 14 décembre  | Kelly Osbourne et Ozzy Osbourne | Changes                     |           |
| 51 | 21 décembre  | Michael Andrews et Gary Jules   | Mad World                   |           |
| 52 | 28 décembre  | Michael Andrews et Gary Jules   | Mad World                   |           |

## Classement des albums
| №  | Date         | Artiste           | Titre                                 | Référence |
| -- | ------------ | ----------------- | ------------------------------------- | --------- |
| 1  | 5 janvier    | Avril Lavigne     | Let Go                                |           |
| 2  | 12 janvier   | Avril Lavigne     | Let Go                                |           |
| 3  | 19 janvier   | Avril Lavigne     | Let Go                                |           |
| 4  | 26 janvier   | Justin Timberlake | Justified                             |           |
| 5  | 2 février    | Justin Timberlake | Justified                             |           |
| 6  | 9 février    | Kelly Rowland     | Simply Deep                           |           |
| 7  | 16 février   | Massive Attack    | 100th Window                          |           |
| 8  | 23 février   | Justin Timberlake | Justified                             |           |
| 9  | 2 mars       | Norah Jones       | Come Away with Me                     |           |
| 10 | 9 mars       | Norah Jones       | Come Away with Me                     |           |
| 11 | 16 mars      | Norah Jones       | Come Away with Me                     |           |
| 12 | 23 mars      | Norah Jones       | Come Away with Me                     |           |
| 13 | 30 mars      | Linkin Park       | Meteora                               |           |
| 14 | 6 avril      | The White Stripes | Elephant                              |           |
| 15 | 13 avril     | The White Stripes | Elephant                              |           |
| 16 | 20 avril     | Coldplay          | A Rush of Blood to the Head           |           |
| 17 | 27 avril     | Madonna           | American Life                         |           |
| 18 | 4 mai        | Justin Timberlake | Justified                             |           |
| 19 | 11 mai       | Blur              | Think Tank                            |           |
| 20 | 18 mai       | Justin Timberlake | Justified                             |           |
| 21 | 25 mai       | Justin Timberlake | Justified                             |           |
| 22 | 1er juin     | Justin Timberlake | Justified                             |           |
| 23 | 8 juin       | Stereophonics     | You Gotta Go There to Come Back       |           |
| 24 | 15 juin      | Radiohead         | Hail to the Thief                     |           |
| 25 | 22 juin      | Evanescence       | Fallen                                |           |
| 26 | 29 juin      | Beyoncé           | Dangerously in Love                   |           |
| 27 | 6 juillet    | Beyoncé           | Dangerously in Love                   |           |
| 28 | 13 juillet   | Beyoncé           | Dangerously in Love                   |           |
| 29 | 20 juillet   | Beyoncé           | Dangerously in Love                   |           |
| 30 | 27 juillet   | Beyoncé           | Dangerously in Love                   |           |
| 31 | 3 août       | The Coral         | Magic and Medicine                    |           |
| 32 | 10 août      | Robbie Williams   | Escapology                            |           |
| 33 | 17 août      | Eva Cassidy       | American Tune                         |           |
| 34 | 24 août      | Eva Cassidy       | American Tune                         |           |
| 35 | 31 août      | The Darkness      | Permission to Land                    |           |
| 36 | 7 septembre  | The Darkness      | Permission to Land                    |           |
| 37 | 14 septembre | The Darkness      | Permission to Land                    |           |
| 38 | 21 septembre | The Darkness      | Permission to Land                    |           |
| 39 | 28 septembre | Muse              | Absolution                            |           |
| 40 | 5 octobre    | Dido              | Life for Rent                         |           |
| 41 | 12 octobre   | Dido              | Life for Rent                         |           |
| 42 | 19 octobre   | Dido              | Life for Rent                         |           |
| 43 | 26 octobre   | Dido              | Life for Rent                         |           |
| 44 | 2 novembre   | R.E.M.            | In Time: The Best of R.E.M. 1988–2003 |           |
| 45 | 9 novembre   | Blue              | Guilty                                |           |
| 46 | 16 novembre  | Dido              | Life for Rent                         |           |
| 47 | 23 novembre  | Michael Jackson   | Number Ones                           |           |
| 48 | 30 novembre  | Westlife          | Turnaround                            |           |
| 49 | 7 décembre   | Will Young        | Friday's Child                        |           |
| 50 | 14 décembre  | Dido              | Life for Rent                         |           |
| 51 | 21 décembre  | Dido              | Life for Rent                         |           |
| 52 | 28 décembre  | Dido              | Life for Rent                         |           |

## Meilleures ventes de l'année
| Singles | Albums |
| --- | --- |
| 1. The Black Eyed Peas – Where Is the Love? 2. Gareth Gates feat. The Kumars - Spirit in the Sky 3. R. Kelly – Ignition (Remix) 4. Michael Andrews et Gary Jules - Mad World 5. Will Young - Leave Right Now 6. T.A.T.u. - All the Things She Said 7. Kelly Osbourne et Ozzy Osbourne - Changes 8. Blu Cantrell feat. Sean Paul - Breathe 9. Room 5 feat. Oliver Cheatham - Make Luv 10. The Darkness – Christmas Time (Don't Let the Bells End) | 1. Dido – Life for Rent 2. Justin Timberlake - Justified 3. Christina Aguilera - Stripped 4. Daniel Bedingfield - Gotta Get Thru This 5. Norah Jones - Come Away with Me 6. The Darkness - Permission to Land 7. Coldplay - A Rush of Blood to the Head 8. Michael Jackson - Number Ones 9. Busted - Busted 10. R.E.M. - In Time: The Best of 1988-2003 |